# Christopher Knights
Christopher John "Chris" Knights, né le 18 octobre 1972, à Londres, est un acteur et monteur anglais.

## Filmographie

### Acteur
- 2001 : Shrek : une souris aveugle et Thelonius
- 2003 : Shrek 4-D : une souris aveugle et Thelonius
- 2004 : Shrek 2 : une souris aveugle
- 2004 : Shrek 2 : les trois souris aveugles, muffin man et mongo
- 2005 : Madagascar : Soldat le Pingouin
- 2005 : Madagascar : Soldat le Pingouin
- 2006 : Souris City : Fat Barry et le marchand
- 2007 : Shrek le troisième : une souris aveugle, le siffleur et méchant arbre
- 2007 : Joyeux Noël Shrek ! : une souris aveugle
- 2008 : Madagascar 2 : Soldat le Pingouin
- 2009 : Joyeux Noël Madagascar : Soldat le Pingouin
- 2010 : Shrek 4 : une souris aveugle
- 2010 : Shrek, fais-moi peur ! : une souris aveugle
- 2010 : Megamind : le gardien de la prison
- 2012 : Madagascar 3 : Soldat le Pingouin
- 2013 : Madagascar à la folie : Soldat le Pingouin
- 2014 : Les Pingouins de Madagascar : Soldat le Pingouin

### Monteur
- 2001 : Shrek
- 2003 : Shrek 4-D
- 2004 : Shrek 2
- 2005 : Madagascar
- 2007 : Shrek le troisième
- 2010 : Shrek 4
- 2010 : Megamind
- 2014 : Lust for Love

### Cameraman
- 1995 : Balto
- 1998 : Le Prince d'Égypte

### Animateur
- 1993 : Les Quatre Dinosaures et le Cirque magique